# 赫爾姆維爾 (蒙大拿州)
赫爾姆維爾（英語：Helmville）是位於美國蒙大拿州鮑威爾縣的普查規定居民點。

## 歷史
赫爾姆維爾的郵局自1872年營運至今。

## 人口
根據2020年美國人口普查的數據，赫爾姆維爾的面積為0.85平方千米，皆為陸地。當地共有人口38人，而人口密度為每平方千米44.71人。